# Golden Time
Golden Time (ゴールデンタイム?, Gōruden Taimu) è una serie di light novel scritta da Yuyuko Takemiya ed illustrata da Ēji Komatsu. L'opera, caratterizzata da elementi della commedia romantica e del fantasy, è composta da undici volumi che sono stati pubblicati dalla ASCII Media Works, sotto l'etichetta Dengeki Bunko, tra settembre 2010 e marzo 2014. Dalla serie sono stati adattati un manga, realizzato da Umechazuke e serializzato su Dengeki Daioh dal 27 settembre 2011 al 27 maggio 2016, e una serie televisiva anime di ventiquattro episodi, prodotta dalla J.C.Staff e trasmessa in Giappone tra il 3 ottobre 2013 e il 27 marzo 2014.

## Trama
Banri Tada è un giovane appena ammesso alla facoltà di legge presso un'università privata di Tokyo. A causa di un incidente capitatogli poco dopo la fine dell'ultimo anno di scuola, Banri ha completamente dimenticato tutto ciò che riguarda il proprio passato. In realtà al momento dell'incidente, l'anima di Banri è fuggita dal corpo ed è diventata una creatura a sé stante, che porta con sé tutti i ricordi del ragazzo e a cui si farà riferimento nel corso della storia proprio con il nome di "spirito di Banri".
Durante il primo giorno di università, Banri fa amicizia con un'altra matricola, Mitsuo Yanagisawa, di cui conosce quasi subito anche un'amica di infanzia, la bellissima Kōko Kaga. Kōko in realtà è ossessivamente innamorata di Mitsuo, di cui pretende di essere la fidanzata, nonostante questi l'abbia più volte respinta. Per continuare a "perseguitare" Mitsuo, Kōko si è addirittura iscritta alla sua stessa università e, per potersi avvicinare il più possibile a lui, decide di stringere amicizia con Banri.
Tuttavia il legame fra i due, unitamente al fatto che Mitsuo si è dichiarato a un'altra compagna di università, la minuta Chinami Oka, spinge Banri e Kōko ad innamorarsi l'uno dell'altra e diventare una coppia. Ma proprio quando le cose fra i due sembrano andare a gonfie vele, rientra nella vita di Banri il ricordo di Nana Hayashida, una ragazza soprannominata da tutti "Linda" di cui il suo vecchio se stesso si era innamorato prima dell'incidente. Alla fine sarà proprio lo "spirito di Banri" ad aiutare se stesso nel decidere quale strada percorrere.

## Personaggi

I protagonisti Banri e Kōko

Banri Tada (多田 万里?, Tada Banri)
Doppiato da: Makoto Furukawa
Il protagonista della storia. È una matricola che studia legge in un'università privata di Tokyo. La sua città natale si trova nella prefettura di Shizuoka e ora vive da solo in un piccolo appartamento. Il giorno dopo la sua cerimonia di laurea del terzo anno di liceo è caduto da un ponte a causa di un incidente, ecco perché all'inizio della storia soffre già di un caso severo di amnesia retrograda che gli impedisce di ricordare qualsiasi cosa accaduta prima dello sfortunato evento. Ha saltato l'esame di accesso al college e un anno scolastico intero a causa del ricovero. Più tardi incontra Kōko Kaga e si innamora di lei.
Spirito di Banri (万里の霊魂?, Banri no reikon)
È un'entità che sembra essere lo spirito di Banri e che ha dichiarato di essere morto all'età di 18 anni. Possiede tutti i ricordi di Banri precedenti all'incidente, così come anche il suo vecchio amore per Linda. Segue Banri dappertutto senza che nessuno se ne accorga e lo osserva specialmente quando si trova insieme a Kōko.
Kōko Kaga (加賀 香子?, Kaga Kōko)
Doppiata da: Yui Horie
Una matricola che studia legge alla stessa università di Banri. È estremamente popolare tra i maschi, ma ha pochi amici in quanto, proprio a causa della sua bellezza, le persone che le stanno attorno sono troppo intimidite e spaventate per parlarle. Sotto ogni aspetto, sembra essere la ragazza perfetta. È ossessionata dal suo amico d'infanzia Mitsuo dalle elementari e sin da allora ha programmato ogni cosa della loro vita insieme in modo che tutto fosse impeccabile, ripromettendosi che un giorno lo avrebbe sposato. Dopo che Mitsuo riesce finalmente a farle capire che i suoi sentimenti non sono corrisposti, inizia a trascorrere più tempo insieme a Banri, di cui si innamora. Nonostante cerchi di controllarsi, non può fare a meno di avere delle tendenze ossessive nei suoi confronti.
Linda (リンダ?, Rinda) / Nana Hayashida (林田 奈々?, Hayashida Nana)
Doppiata da: Ai Kayano
Una studentessa del secondo anno che invita Banri e Kōko ad unirsi al suo stesso club. Lei e Banri erano migliori amici al liceo e Banri era innamorato di lei. Sebbene egli non si ricordi più di lei, è proprio a causa sua se si trovava su quel ponte quella sera, in quanto la stava aspettando per sapere se avesse avuto intenzione di accettare o respingere il suo amore con un "sì" oppure con un "no". Più tardi si scopre che lei provava ancora qualcosa per Banri quando lo aveva incontrato fuori dall'ospedale da cui era fuggito una notte, ma che il suo senso di colpa per l'incidente che gli aveva fatto perdere la memoria era troppo forte e che già allora era troppo tardi per lei per raggiungerlo e salvarlo, tenendogli strette le mani. Quando Banri le chiede quale messaggio vuole che recapiti, Linda dice di sostenerlo a fare del suo meglio, ma subito dopo aggiunge che non deve parlare in questo modo e quindi cambia ciò che gli voleva dire. Banri, tuttavia, non ricorda le sue ultime parole.
Mitsuo Yanagisawa (柳澤 光央?, Yanagisawa Mitsuo)
Doppiato da: Kaito Ishikawa
Una matricola che studia legge alla stessa università di Banri. Dopo la cerimonia d'ingresso, si perde nel campus mentre cerca l'orientamento per le matricole ed è proprio in questa occasione che incontra Banri per la prima volta e fa amicizia con lui. Banri lo chiama sempre "Yana-san" (ヤナっさん?). È stato perseguitato dall'amore ossessivo ed unilaterale di Kōko sin dalle elementari. Proprio per questo motivo ha sostenuto l'esame d'accesso a quest'università in completa segretezza in un disperato tentativo di allontanarsi da lei. A causa del suo bell'aspetto è molto popolare con le ragazze. Vive da solo in un appartamento che dista tre fermate di treno da quello di Banri. Inizialmente si prende una cotta per Chinami e durante una festa decide addirittura di confessarsi a lei, solo per poi essere respinto. Più avanti nella storia si innamora di Linda.
Chinami Oka (岡 千波?, Oka Chinami)
Doppiata da: Ibuki Kido
Una studentessa di legge dalla statura minuta. È una doppiatrice che presta la sua voce a personaggi femminili molto giovani. Durante una festa Mitsuo le dichiara i suoi sentimenti, ma lei lo respinge dicendo che la sua dichiarazione "non conta come una vera confessione". Viene spesso disprezzata da Kōko, ma sa che ormai sono diventate amiche e che lei non lo vuole ammettere a causa del suo orgoglio. Più tardi lei e Kōko diventano quasi inseparabili, proprio come due migliori amiche, e quando si rende conto che Mitsuo si è preso una cotta per Linda, si innamora di lui.
Nijigen (二次元? lett. "2D") / Takaya Satō (佐藤 隆哉?, Satō Takaya)
Doppiato da: Takahiro Hikami
Una matricola che fa amicizia con Banri. Riceve il soprannome "Nijigen" dopo aver dichiarato alla festa di benvenuto del club della cerimonia del tè che da quel momento in poi avrebbe vissuto nel mondo bidimensionale. Il suo vecchio soprannome al liceo era "Taka Satō".
Kosshii (コッシー?, Kosshii)
Doppiato da: Takayuki Kondō
È uno studente del terzo anno del college, nonché il presidente del club a cui Linda è iscritta.
Nana
Doppiata da: Satomi Satō
Una studentessa del terzo anno che abita vicino a Banri. Fa parte di una band e si comporta in maniera simile al personaggio omonimo del manga Nana.

## Media

### Light novel
La serie, scritta da Yuyuko Takemiya con le illustrazioni di Ēji Komatsu, è composta da undici volumi, di cui tre contenenti solo storie secondarie, che sono stati pubblicati dalla ASCII Media Works, sotto l'etichetta Dengeki Bunko, tra il 10 settembre 2010 e l'8 marzo 2014.
| Nº | Titolo italiano Giapponese 「Kanji」 - Rōmaji | Data di prima pubblicazione              | Data di prima pubblicazione |
| Nº | Titolo italiano Giapponese 「Kanji」 - Rōmaji | Giapponese                               |                             |
| 1  | Golden Time 1: un black out primaverile 「ゴールデンタイム1 春にしてブラックアウト」 - Gōruden Taimu 1: haru ni shite blackōt                                                                          | 10 settembre 2010 ISBN 978-4-04-868878-9 |                             |
| 2  | Golden Time 2: la risposta è sì 「ゴールデンタイム2 答えはYes」 - Gōruden Taimu 2: kotae wa yes | 10 marzo 2011 ISBN 978-4-04-870381-9     |                             |
| 3  | Golden Time 3: mascherata 「ゴールデンタイム3 仮面舞踏会」 - Gōruden Taimu 3: kamen butōkai | 10 agosto 2011 ISBN 978-4-04-870735-0    |                             |
| 4  | Golden Time 4: non guardare indietro al contrario 「ゴールデンタイム4 裏腹なるdon't look back」 - Gōruden Taimu 4: urahara naru don't look back                                                        | 10 marzo 2012 ISBN 978-4-04-886546-3     |                             |
| -  | Golden Time spin-off: special su 2D 「ゴールデンタイム外伝 二次元くんスペシャル」 - Gōruden Taimu gaiden: Nijigen-kun special                                                                          | 10 giugno 2012 ISBN 978-4-04-886631-6    |                             |
| 5  | Golden Time 5: il fantasma di un'estate, un'estate giapponese 「ゴールデンタイム5 ONRYOの夏 日本の夏」 - Gōruden Taimu 5: onryo no natsu nihon no natsu                                                | 10 settembre 2012 ISBN 978-4-04-886897-6 |                             |
| -  | Golden Time extra: stiamo ancora sorridendo in estate 100 anni dopo 「ゴールデンタイム番外 百年後の夏もあたしたちは笑ってる」 - Gōruden Taimu bangai: hyakunen-go no natsu mo atashitachi wa waratteru | 10 gennaio 2013 ISBN 978-4-04-891324-9   |                             |
| 6  | Golden Time 6: alla memoria di altre vite 「ゴールデンタイム6 この世のほかの思い出に」 - Gōruden Taimu 6: kono yo no hoka no omoide ni                                                                 | 10 aprile 2013 ISBN 978-4-04-891557-1    |                             |
| -  | Golden Time spin-off: Africa 「ゴールデンタイム列伝 AFRICA」 - Gōruden Taimu retsuden: Africa | 10 agosto 2013 ISBN 978-4-04-891858-9    |                             |
| 7  | Golden Time 7: ritornerò 「ゴールデンタイム7 I'll Be Back」 - Gōruden Taimu 7: I'll Be Back | 10 ottobre 2013 ISBN 978-4-04-866059-4   |                             |
| 8  | Golden Time 8: viaggio invernale 「ゴールデンタイム8 冬の旅」 - Gōruden Taimu 8: fuyu no tabi | 8 marzo 2014 ISBN 978-4-04-866414-1      |                             |

### Manga
Un adattamento manga, illustrato da Umechazuke, è stato serializzato sulla rivista Dengeki Daioh di ASCII Media Works tra il 27 settembre 2011 e il 27 maggio 2016. I vari capitoli sono stati raccolti in nove volumi tankōbon, pubblicati tra il 27 marzo 2012 e il 27 settembre 2017. In America del Nord i diritti sono stati acquistati dalla Seven Seas Entertainment.

#### Volumi
| Nº | Data di prima pubblicazione | Data di prima pubblicazione | Data di prima pubblicazione |
| Nº | Giapponese                  | Giapponese                  |                             |
| -- | --------------------------- | --------------------------- | --------------------------- |
| 1  | 27 marzo 2012               | ISBN 978-4-04-886494-7      |                             |
| 2  | 27 settembre 2012           | ISBN 978-4-04-891022-4      |                             |
| 3  | 27 marzo 2013               | ISBN 978-4-04-891456-7      |                             |
| 4  | 27 luglio 2013              | ISBN 978-4-04-891767-4      |                             |
| 5  | 27 gennaio 2014             | ISBN 978-4-04-866236-9      |                             |
| 6  | 27 giugno 2014              | ISBN 978-4-04-866704-3      |                             |
| 7  | 20 dicembre 2014            | ISBN 978-4-04-869130-7      |                             |
| 8  | 27 luglio 2015              | ISBN 978-4-04-865218-6      |                             |
| 9  | 27 settembre 2016           | ISBN 978-4-04-892372-9      |                             |

### Anime
Una serie televisiva anime di ventiquattro episodi, scritta da Fumihiko Shimo e coprodotta da Genco e J.C.Staff per la regia di Chiaki Kon, è andata in onda sulla MBS dal 3 ottobre 2013 al 27 marzo 2014. Il character design è stato sviluppato da Shinya Hasegawa, mentre la colonna sonora è stata composta da Yukari Hashimoto. Le sigle di apertura e chiusura, tutte interpretate da Yui Horie, sono rispettivamente Golden Time e Sweet & Sweet Cherry, per poi cambiare dall'episodio tredici in The♡World's♡End e Han'eikyūteki ni aishite yo♡ (半永久的に愛してよ♡? lett. "Amami temporaneamente♡"). La pubblicazione degli otto DVD e Blu-ray Disc della serie in Giappone è avvenuta tra il 25 dicembre 2013 e il 23 luglio 2014. In America del Nord i diritti di streaming e distribuzione home video sono stati acquistati dalla Sentai Filmworks.

#### Episodi
| Nº | Titolo italiano (traduzione letterale) Giapponese 「Kanji」 - Rōmaji | In onda          | In onda |
| Nº | Titolo italiano (traduzione letterale) Giapponese 「Kanji」 - Rōmaji | Giapponese       |         |
| 1  | Primavera 「スプリングタイム」 - Supuringu taimu                     | 3 ottobre 2013   |         |
| 2  | Ragazza solitaria 「ロンリーガール」 - Ronrī gāru                    | 10 ottobre 2013  |         |
| 3  | Fuga notturna 「ナイトエスケープ」 - Naito esukēpu                   | 17 ottobre 2013  |         |
| 4  | Black out 「ブラックアウト」 - Burakkuauto                           | 24 ottobre 2013  |         |
| 5  | Corpo ed anima 「ボディ・アンド・ソウル」 - Bodi ando sōru           | 31 ottobre 2013  |         |
| 6  | Sì, no 「イェス・ノー」 - Iesu nō                                    | 7 novembre 2013  |         |
| 7  | Mascherata 「マスカレード」 - Masukarēdo                             | 14 novembre 2013 |         |
| 8  | Reset 「リセット」 - Risetto                                         | 21 novembre 2013 |         |
| 9  | Di nuovo con te 「ウィズ・ユー・アゲイン」 - Wizu yū agein           | 28 novembre 2013 |         |
| 10 | Nello specchio 「イン･ザ･ミラー」 - In za mirā                       | 5 dicembre 2013  |         |
| 11 | Festa problematica 「トラブルパーティ」 - Toraburu pāti              | 12 dicembre 2013 |         |
| 12 | Non guardare indietro 「ドント・ルックバック」 - Donto rukku bakku   | 19 dicembre 2013 |         |
| 13 | L'estate è giunta 「サマー・ハズ・カム」 - Samā hazu kamu            | 9 gennaio 2014   |         |
| 14 | Discorsi da donne 「レイディズトーク」 - Reidizu tōku                | 16 gennaio 2014  |         |
| 15 | Incidente in spiaggia 「アクシデントビーチ」 - Akushidento bīchi     | 23 gennaio 2014  |         |
| 16 | Chiamata di risveglio 「ウェイクアップコール」 - Weiku appu kōru     | 30 gennaio 2014  |         |
| 17 | Ritorno a ieri 「リターン・トゥ・イエスタディ」 - Ritān tu iesutadi  | 6 febbraio 2014  |         |
| 18 | La mia città natale 「マイ・ホームタウン」 - Mai hōmutaun            | 13 febbraio 2014 |         |
| 19 | Notte a Parigi 「ナイト・イン・パリ」 - Naito in Pari                | 20 febbraio 2014 |         |
| 20 | La sua frattura 「ヒズ・キャズム」 - Hizu kyazumu                    | 27 febbraio 2014 |         |
| 21 | Ritornerò 「アイル・ビー・バック」 - Airu bī bakku                   | 6 marzo 2014     |         |
| 22 | Paradiso perduto 「パラダイスロスト」 - Paradaisu rosuto             | 13 marzo 2014    |         |
| 23 | Ultimo sorriso 「ラストスマイル」 - Rasuto sumairu                   | 20 marzo 2014    |         |
| 24 | Golden Time 「ゴールデン タイム」 - Gōruden Taimu                    | 27 marzo 2014    |         |

### Visual novel
Una visual novel, sviluppata dalla Kadokawa Games ed intitolata Golden Time: Vivid Memories, è stata pubblicata per PlayStation Vita il 27 marzo 2014. Il gioco è stato recensito da Famitsū, che gli ha dato un punteggio totale di 32/40.

## Accoglienza
Secondo il Mainichi Shinbun, nel marzo 2013 sono state pubblicate in Giappone oltre 710 000 copie della serie di light novel.